# 政令
政令（英語：decree）是一種法律文告，通常由國家元首（共和國總統或君主）根據一定程序（通常在憲法中確立）發出，具有法律效力。用於此概念的特定術語因司法管轄區而異。例如，美國總統發布的政令稱作行政命令（executive order；儘管政令並不等同於命令）。
在一些司法管轄區，由法官發出的某些法院命令稱為判令（英語：decree），例如離婚判令。

## 各司法管轄區的政令

### 比利時
在比利時，法令（荷蘭語：decreet）是社群或大區議會（例如弗拉芒議會）的法律。

### 聖座
聖座將教宗的諭令（拉丁語：decretum），如教宗詔書、宗座簡函、自動手諭，作為法令。

### 伊朗

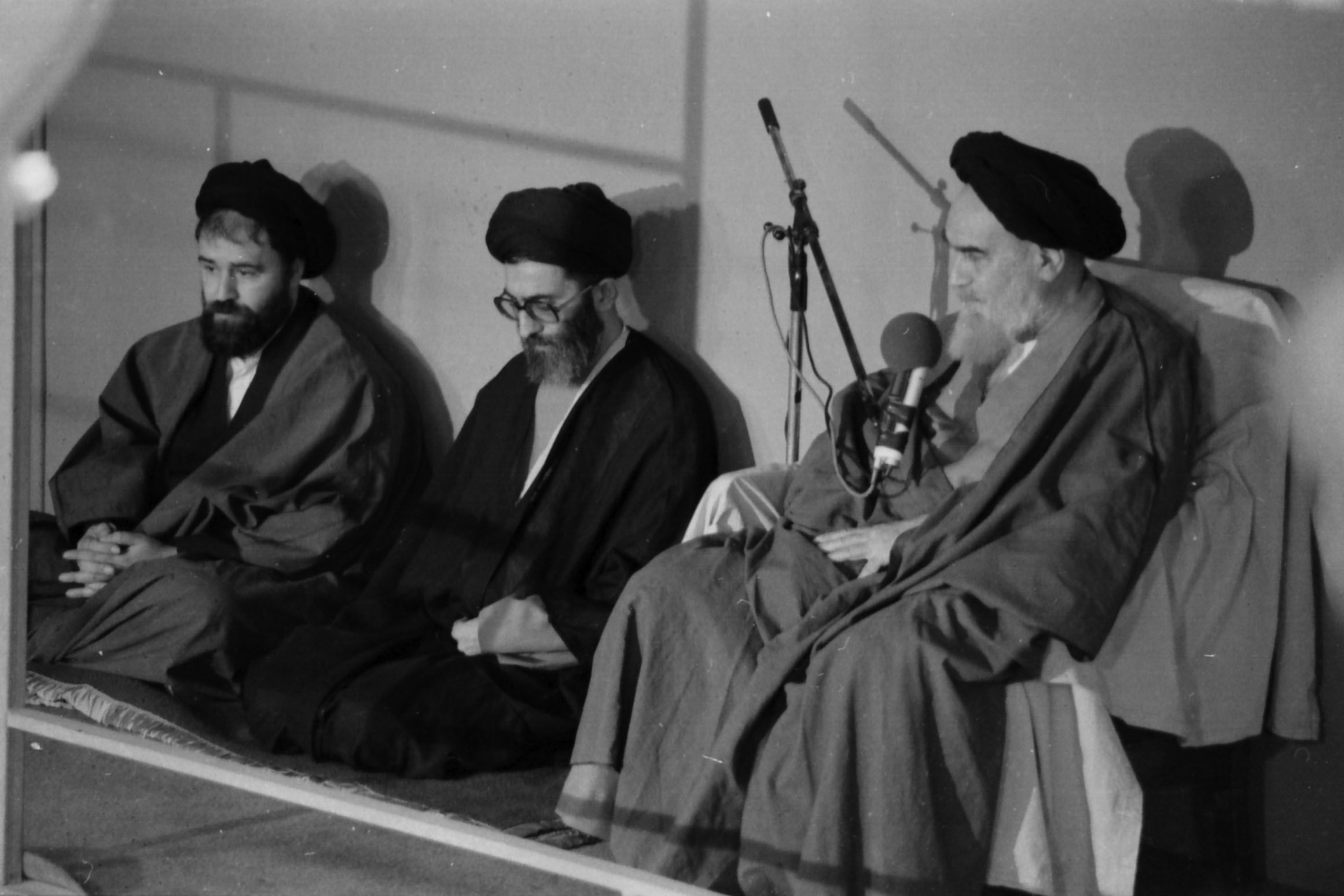
1981年10月9日，德黑蘭賈馬蘭； 作為伊朗最高領袖的魯霍拉·高美尼簽署了阿里·哈梅內伊的總統令。

根據《伊朗伊斯蘭共和國憲法》第110條，伊朗伊斯蘭共和國的總體政策由最高領袖制定。

### 沙地阿拉伯
皇家敕令是沙地阿拉伯的法律淵源。

### 西班牙
在西班牙，政令（西班牙語：decreto）有多種形式：
- 皇家政令（西班牙語：real decreto）
- 皇家法令（英语：Royal Decree-Law (Spain)）
- 皇家議會法令（英语：Royal Legislative Decree (Spain)）

### 土耳其
土耳其的政令由1982年憲法第107條界定。憲法的一項重要修正案連同第6771號法令與總統令有關。

### 英國
在英國，樞密院頒令（Orders-in-Council）是以君主特權訂立的法例，由樞密院以君主的名義頒布，或由大臣以國會法令或其他方式頒布。兩者皆可受司法覆核，前者部分情況下例外。

## 備註
1. ↑  . .   [2007-02-17]. （原始内容存档于2023-02-19）.

## 外部連結
除另有註明外，以下外部網站均為法語。
- 1946年第四共和國憲法 （页面存档备份，存于）
- 1958年第五共和國憲法 （页面存档备份，存于）